# 基隆市第二信用合作社

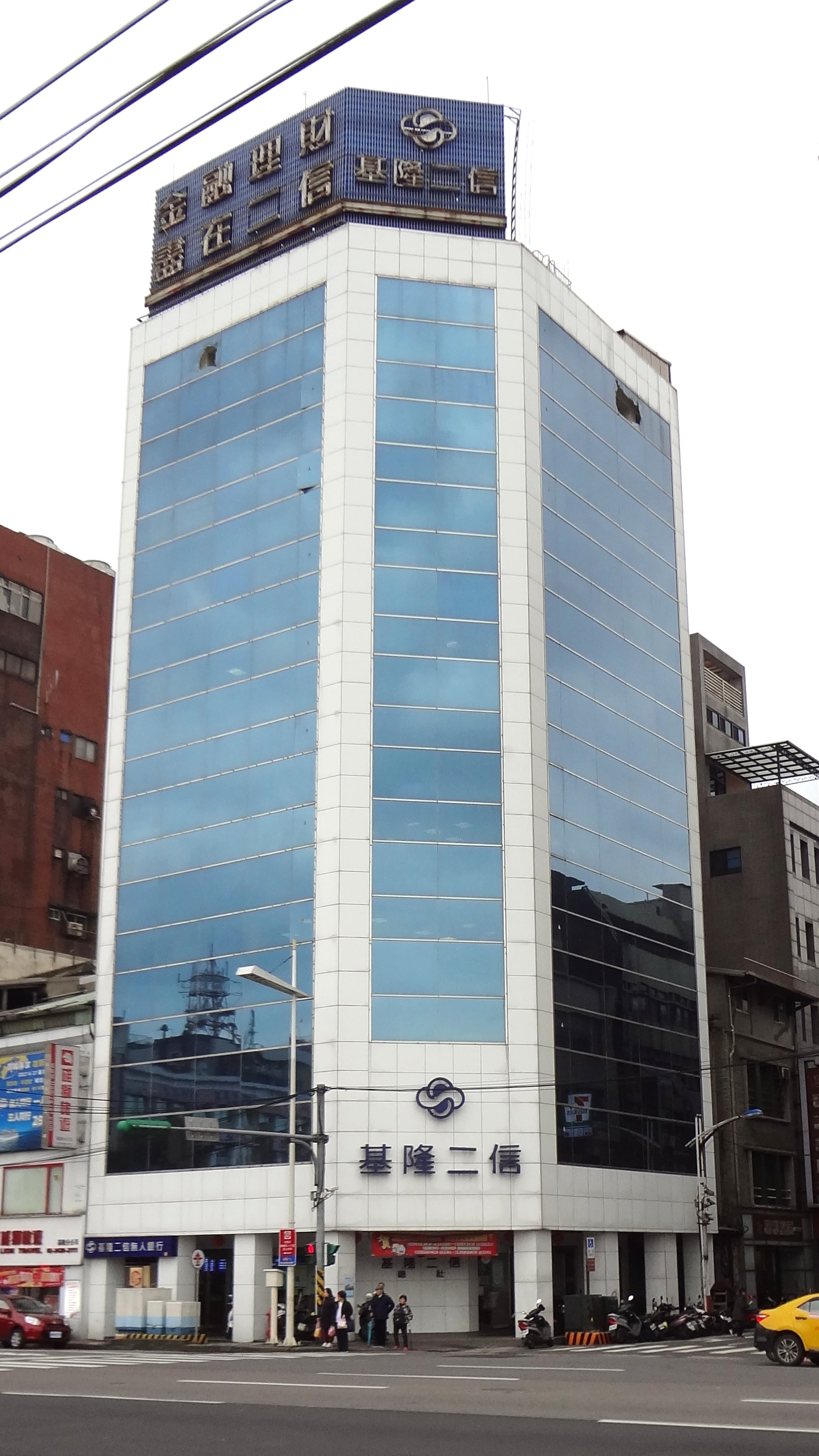
基隆市第二信用合作社總社大樓

基隆市第二信用合作社，簡稱基隆二信（英語：KSCC）是臺灣的一家信用合作社，總社位於基隆市仁愛區，分社則開設於基隆各地與台北市。前身為基隆商工信用組合，1922年創辦於日治台灣台北州基隆市，創辦人為顏雲年等人，現經營權由謝清雲家族的三功投資公司掌握。

## 歷史
台灣總督府於1913年於台灣頒布產業組合法，根據這項法令，顏雲年與基隆士紳集資，於1922年6月6日創立基隆商工信用組合，由顏雲年任理事主席。總社位於基隆市基隆字草店尾三三番地三。最大股東為基隆顏家，在顏雲年之後由顏國年與顏欽賢分別繼任理事主席。
1945年第二次世界大戰結束，中華民國政府接管台灣後在台日本人被強制遣返，其財產由中華民國政府没入。由於被認定有日本人資產在其中，台灣省政府接管基隆二信，但仍由顏欽賢任理事主席。1947年在台灣省政府通令下，改組為有限責任基隆市第二信用合作社。1949年再度改名保證責任基隆市第二信用合作社。
1965年，奉台灣省政府指示再度改組，由謝清雲出任第四任理事主席。基隆二信經營權轉至基隆謝家，1972年由謝修平接任理事主席。1980年，總社大樓落成。
1999年由謝修平長子謝國棟接任理事主席。謝國棟於2011年以準備進修為由辭職，由謝修平回任理事主席。
2004年依據信用合作社法，改名有限責任基隆市第二信用合作社。2013年經中華民國財政部核準，營業區域由基隆市擴大到基隆市及臺北市，增設台北分社。
2023年謝修平過世，由長子謝國棟繼任理事主席。

## 社會公益
1978年，基隆二信投資基隆市私立二信高級中學，謝修平取得校董會經營權任董事長。

## 相關事件
2022年基隆市長競選期間，民進黨基隆市黨部與市議員施世明召開記者會，指稱謝國樑動員基隆二信中學與基隆二信員工拉票助選，造成基層老師與員工困擾，違反《教育基本法》，也違反《個資法》。謝國樑競選辦公室回應是員工自發拉票，未介入。
2002年基隆二信捐贈土地給謝國樑，作為謝清雲墓地。在2022年基隆市長競選期間，民進黨籍候選人蔡適應質疑是企圖透過土地炒作，把基隆二信的資產轉移到謝國樑手中。謝國樑競選辦公室回應，土地是作為其祖父謝清雲墓地用，不會用來開發炒作。
因基隆東岸商場爭議，民進黨基隆市黨部於2024年3月召開記者會，出示錄音檔，錄音檔內容為基隆二信總社要求員工發動連署罷免民進黨籍市議會議長童子瑋、議員鄭文婷和張之豪，指控由謝國樑家族發動。國民黨基隆市黨部主委吳國勝坦承發動罷免，謝國樑稱不知情也不支持罷免。

## 外部連結
- 基隆二信官網 （页面存档备份，存于）